# Атанасій (Шумлянський)
Атанасій Шумлянський, або Афанасій Шумлянський гербу Корчак (у світі Олександр Шумлянський, пол. Atanazy Szumlański; ? — 1695) — український церковний православний та греко-католицький діяч. Луцький православний єпископ 1687–1695 (в деяких джерелах роком обрання є 1686 і навіть 1688). Представник галицького православного шляхетського роду Шумлянських, який дав Україні багатьох великих церковних діячів, молодший брат владики Йосифа Шумлянського.

## Життєпис
У 1688 році склав католицьке віровизнання, але унію в єпархії проголосив уже його наслідник Діонісій Жабокрицький 1702 року.
Після втечі від польського уряду на Лівобережну Україну Луцького єпископа Гедеона Святополк-Четвертинського, який відмовився прийняти унію, Луцькою єпархією тимчасово управляв його старший брат, Йосиф Шумлянський, єпископ Львівський. Він і посприяв обранню свого молодшого брата Олександра (в деяких документах світське ім'я вказане як Антоній) Шумлянського на Луцьку кафедру 29 лютого 1687 року, який був пострижений в ченці під іменем Афанасій (інколи Атанасій). 8 травня того ж року відбулась його хіротонія, яку очолив митрополит Сучавський Досифей. Так само, як і його брат, владика Афанасій був таємним прихильником унії. Перед вступом на кафедру Афанасій дав письмову «Сповідь віри», дану папою Урбаном VIII для тих, хто переходив з православ'я в католицтво. Однак вступивши на кафедру особливої активності по наверненню населення до унії не проявляв. Луцька православна єпархія приєдналась до унії тільки в 1702 при його наступнику Діонісієві Жабокрицькому. Про його прихильність до унії свідчить той факт, що перед смертю він посповідався своєму двоюрідному братові домініканцю Данилові Шумлянському.
До постригу в ченці був одружений з Анною Демович, мав 5 синів та кількох доньок, зокрема:
- Софія — дружина Конопацького
- Ґедеон Шумлянський — унійний архієпископ Смоленський
- Кирило Шумлянський (? — 1726) — церковний діяч, василіянин, з 1711 р. — православний єпископ Переяславський,
- Іван, дружина — Обертинська